# Atherton Peak
Der Atherton Peak ist ein rund 500 m hoher Berg nahe der Nordküste Südgeorgiens. Er ragt östlich der Fortuna Bay und nordnordwestlich des Harper Peak auf.
Wissenschaftler der britischen Discovery Investigations kartierten ihn zwischen 1929 und 1930. Namensgeber ist Noel Atherton (1899–1987), damals Kartograf im United Kingdom Hydrographic Office und später leitender Hydrograph dieser Institution zwischen 1951 und 1952.